# Kamena s ramena
Kamena s ramena je stara hrvatska narodna igra, koja se igrala u svim svečanijim prilikama i svatovima, a igra se i danas. Igra je popularna u Zagori i Hercegovini. Iako ne postoje u pisanom obliku, pravila su uglavnom slična na svim područjima gdje je igra popularna.

## Pravila
Za igru je potreban oveći kamen, s jednom blažom stranom da lakše sjedne u dlan bacača, te ravni teren. Masa kamena varira, ovisno o fizičkoj sposobnosti igrača i eventualnim ulozima, ali nije strogo definirana jer svi igrači bacaju isti. Teren je neka zaravan, bez prirodnih prepreka koje bi ometale slobodan let kamena. Broj sudionika je neograničen, ali u igri najčešće sudjeluju samo najjači muškarci (djevojke se ne pridružuju igri, obično su u publici), koji pred okupljenim mnoštvom žele pokazati svoju snagu i umijeće. Mladi momci koriste igru da bi se dokazali pred curama, svaki se trudi pokazati da je baš on onaj pravi, a dokazivanje potiču i cure, iskazivanjem poštovanja i divljenja najjačem momku.
Na izabranoj lokaciji povuče se crta do koje natjecatelji imaju pravo uzimati zalet i nakon odabira sudaca i mjerača sve je spremno za početak igre.
Svaki natjecatelj ima pravo na samo jedno bacanje, tako da u trenutku kad uzima kamen mora biti potpuno koncentriran, odnosno psihički i tjelesno spreman. Kako su navijači podijeljeni u tabore, a sastav publike šarolik, navijači često hrabre ili ometaju bacača.

## Igra danas
Uz tradicionalne prateće sadržaje, poput pjesme i plesa, vremenom su igri dodavani i novi, primjerice razni oblici klađenja. No, u osnovi,  smisao igre je ostao isti – kroz igru i druženje prenijeti na djecu temeljne kulturne zasade svojega naroda.

## Zanimljivosti
- Drevni pjesnik Homer spominje da su se grčki vojnici nadmetali u sličnom bacanju kamena (Ilijada, VII. 268.) prilikom opsade Troje (12. st. pr. Kr.), iako u klasičnom razdoblju nisu dokumentirana takva natjecanja.
- Najstariji materijalni dokazi o nadmetanju u bacanju teškog kamenja datiraju se prije oko 2000 godina na Škotskom visočju,[1] a drevna keltska igra ekranizirana je u filmu Hrabro srce.
- Na Britanskom otočju rođeno je i bacanje kugle, danas najsličniji konvencionalni šport kamenu s ramena.
- Na području Zagore i Hercegovine igra je danas sastavni dio organiziranih turnira u tradicionalnim natjecanjima.
- Igru „Kamena s ramena” u istoimenoj pjesmi opjevao je hrvatski kantautor Dražen Žanko.

## Poveznice
- Hrvatska kulturna baština

## Vanjske poveznice
- Hrvatski običaji: Kamena sa ramena (Narodni.net)